# Sony Alpha NEX-5
Sony Alpha NEX-5 — беззеркальный цифровой фотоаппарат со сменными объективами фирмы Sony, серии Alpha, анонсированный 11 мая 2010 года. Разрешение матрицы Exmor APS HD CMOS составляет 14,2 Мпикс и имеет диапазон изменения чувствительности от 200 до 12800 единиц ISO. Камера оснащена байонетом — Sony E. Байонет позволяет при использовании опционного адаптера LA-EA1 подсоединять объективы для Minolta AF.

Процессор изображений — BIONZ.

Фотоаппарат поддерживает технологию трёхмерной фотографии, фирменная функция 3D Sweep Panorama (начиная с версии прошивки 02).

## Объективы
К байонету E на момент анонса камеры предлагалось три объектива:
- Объектив-«блинчик» SEL-16F28 16 мм F/2,8 компактного размера, что в сочетании с компактностью камеры, позволяет носить её в кармане или небольшой сумке. К объективу доступны конвертеры VCL-ECU1 и VCL-ECF1 (типа «рыбий глаз»).
- Zoom-объектив SEL-1855 18-55 мм F/3,5-5,6 — стандартный зум-объектив. Такой объектив является штатным решением для большинства современных DSLR-камер.
- Телеобъектив SEL-18200 18-200 F/3,5-6,3 является «универсалом». Он позволит снимать как пейзажи, так и отдаленные объекты.

На выставке Photokina 2010 Sony анонсировала 7 объективов для байонета E.

## Комплект поставки Sony Alpha NEX-5
- зарядное устройство для аккумулятора
- наплечный ремень
- руководство по эксплуатации
- аккумулятор
- кабель USB
- компакт-диск для регистрации продукта

## Награды
Sony Alpha NEX-5 стал лауреатом премии European Imaging and Sound Association 2010—2011 годов в номинации «European Micro System Camera».